# Woody (Name)
Woody ist eine Kurzform des amerikanisch englischen Vornamens Woodrow. 

## Bekannte Namensträger

### Vorname
- Woody Allen (* 1935), US-amerikanischer Schauspieler, Regisseur, Drehbuchautor und Schriftsteller
- Woody Bledsoe (1921–1995), US-amerikanischer Mathematiker und Informatiker
- Woody Dumart (1916–2001), kanadischer Eishockeyspieler
- Woody van Eyden (* 1963), niederländischer DJ und Musikproduzent
- Woody Feldmann (* 1971), deutsche Künstlerin
- Woody Guthrie (1912–1967), US-amerikanischer Gewerkschafter und Liedermacher
- Woody Harrelson (* 1961), US-amerikanischer Schauspieler
- Woody Headspeth (1881–1941), US-amerikanischer Radrennfahrer
- Woody Herman (1913–1987), US-amerikanischer Jazzmusiker, Klarinettist und Bandleader
- Woody Jacobs, namibischer Fußballtrainer
- Woody Johnson (* 1947), US-amerikanischer Unternehmer
- Woody Mann (1952–2022), US-amerikanischer Gitarrist
- Woody McBride (* 1967), US-amerikanischer Musiker, Produzent und DJ
- Woody Norman (* 2009), britischer Kinderdarsteller
- Woody Omens, US-amerikanischer Kameramann
- Woody Schabata (* 1955), österreichischer Jazz-Malletspieler
- Woody Shaw (1944–1989), US-amerikanischer Jazz-Trompeter
- Woody Strode (1914–1994), US-amerikanischer Zehnkämpfer, American-Football-Spieler und Schauspieler
- Woody Sonship Theus (1952–2011), US-amerikanischer Jazz-Schlagzeuger
- Woody Walder (1903–1978), US-amerikanischer Jazzmusiker
- Woody Woodbury (* 1924), US-amerikanischer Komiker, Schauspieler, Fernsehpersönlichkeit und Talkshow-Host
- Woody Wright (* 1957), US-amerikanischer Sänger und Komponist

### Fiktive Figuren
- Woody Woodpecker, Cartoon-Figur
- Woody, der Cowboy aus dem Animationsfilm Toy Story

### Familienname
- Don Woody (* 1937), US-amerikanischer Rockabilly-Sänger
- Joey Woody (* 1973), US-amerikanischer Leichtathlet